# Claude Goudard
Claude Goudard est un footballeur français, né le 20 septembre 1962, évoluant au poste d'attaquant du début des années 1980 jusqu'au milieu des années 1990.

## Biographie
Claude Goudard dispute un total de 58 matchs en Division 1, inscrivant quatre buts, et 190 matchs en Division 2, marquant 40 buts.
Il réalise sa meilleure performance en Division 2 lors de la saison 1984-1985, où il inscrit 10 buts.

## Palmarès
- Deuxième du Groupe A de Division 2 en 1983 avec le Nîmes Olympique
- Vainqueur du Groupe G de Division 4 en 1992 avec le RCO Adge